# Wilcoxius crenus
Wilcoxius crenus là một loài ruồi trong họ Asilidae. Wilcoxius crenus được Martin miêu tả năm 1975. Loài này phân bố ở vùng Tân nhiệt đới.